# Forêt de Gaultres
La forêt royale de Gaultres est créée par les rois normands d'Angleterre dans le Yorkshire du Nord. Située au nord de l'ancienne cité de York, elle s'étend alors jusqu'à ses murs. Le peuplement principal à l'intérieur de cette forêt royale est le bourg d'Easingwold, mais en 1316, avec ses 40 000 hectares, la forêt englobe 60 villages. La forêt de Gaultres est intimement liée avec York : Davygate, une franchise royale à l'intérieur de la cité, était le lieu du tribunal et de la prison de la forêt ; Davygate, d'où était gérée la forêt, tient son nom de David Le Lardiner, dont le père, John, était le lardiner royal de la forêt de Gaultres, c'est-à-dire l'intendant du garde-manger royal, chargé dans ce cas présent de fournir de la venaison ainsi que de la viande de boucherie, un titre qui devint héréditaire dans la famille.
C'est pendant le règne de Henri II, que la forêt atteint son extension maximum, mais dès le XVe siècle, des inquiétudes commencent à être formulées au sujet de sa déforestation.
À part le plaisir du roi d'y chasser le cerf, la forêt était une source sûre de bois de construction. Pour réparer en 1225 le pont et les brèches dans la palissade en bois du château d'York, qui sera remplacée au XIIIe siècle par une construction en pierres, Galfredo de Cumpton, le « forestier de Gaultres », fournit le bois nécessaire.
Pendant le Moyen Âge, d'autres droits relatifs aux forêts royales sont aussi en vigueur, bien que contraires à la préservation des arbres. La glandée, une pratique consistant à amener des porcs domestiques dans la forêt afin qu'ils se nourrissent de glands, de faînes, de châtaignes et autres noix, devient si importante que le Domesday Book évalue souvent une forêt par le nombre de porcs qu'elle est capable d'accueillir. En 1319, les forestiers du roi collectent les droits de glandée auprès des éleveurs de porc, dont l'un au moins est un charcutier de York. Quelques nominations sont valables une vie entière : le 14 juin 1626, Charles I confie la garde des cerfs du roi à James Rosse, au salaire journalier de 4 pence. La défense des précieux droits traditionnels de pâturage à l'intérieur des limites de la forêt en faveur de la paysannerie a conduit à des réactions violentes contre des incursions, pourtant parfois légitimées par le roi lui-même : une bande de quarante hommes armés issus de cinq villages se rassemblent pour abattre et brûler des haies dans la forêt de Gaultres en 1348, l'année de la peste noire.
Une motte castrale est construite à l'intérieur de la forêt sur le site de Sheriff Hutton par Ansketil de Bulmer sur un terrain donné par Guillaume le Conquérant ; cette motte est reconstruite en 1140 par Bertram de Bulmer, Shérif de York, pendant le règne d'Étienne de Blois. Des vestiges du château de Sheriff Hutton, construit en pierres par John Neville, 3e baron Neville de Raby entre 1382 et 1398, subsistent à l'ouest du village.

## Déforestation
Durant le deuxième quart du XVIIe siècle, Gaultres fut peu à peu déforestée à cause du besoin permanent d'argent frais de la Couronne. En 1625, une enquête fut menée en relation avec la vente imminente du domaine de Sheriff Hutton, qui révéla incidemment les restes de l'ancien village d'East Lilling.
La maison connue sous le nom de Sheriff Hutton Park, située au sud-est du village, a été construite en 1621 pour sir Arthur Ingram, dont le domicile principal se trouvait à la Commanderie de Temple Newsam. Cette maison fut restaurée dans un style plus moderne en 1732 pour un membre de la famille Thompson.
Thomas Wentworth, 1er comte de Strafford disposait en 1633 d'un parc clos récent à l'intérieur de la forêt, et il tenta en vain d'en acheter la propriété. Sir John Bourchier avait des terres dans Gaultres, et il fut condamné à des amendes et même à de la prison pour avoir détruit les haies du parc de Strafford. Sir Allen Apsley accepta des terres de la Couronne à Gaultres en règlement d'une dette que lui devait Charles I.
L'Act of Dis-Afforestation de 1629 mit fin à la forêt.
Quand York Guildhall fut reconstruit après les bombardements de 1942, un seul tronc de chêne de Gaultres fut utilisé pour chacun de ses piliers.

## Héritage
Le nom de Gaultres a été utilisé pour baptiser plusieurs écoles du North Yorkshire, ainsi qu'un cours de golf et un festivalGaltres Festival.